# Bundestagswahlkreis Aachen II
Der Wahlkreis Aachen II (Wahlkreis 87; bis zur Bundestagswahl 2021 Wahlkreis 88) ist ein Bundestagswahlkreis in Nordrhein-Westfalen. Er umfasst die Städteregion Aachen außer der Stadt Aachen. Bis zur Bundestagswahl 2009 trug der Wahlkreis den Namen 89 Kreis Aachen. Die Stadt Aachen bildet den Bundestagswahlkreis Aachen I.

## Wahlkreisgeschichte
| Wahl      | Wahlkreisname   | Gebiet                                    |
| --------- | --------------- | ----------------------------------------- |
| 1949–1961 | 61 Aachen-Land  | Landkreis Aachen                          |
| 1965–1969 | 54 Aachen-Land  | Landkreis Aachen, Kreis Monschau          |
| 1972–1976 | 54 Aachen-Land  | Kreis Aachen                              |
| 1980–1998 | 54 Kreis Aachen | Kreis Aachen                              |
| 2002–2009 | 89 Kreis Aachen | Kreis Aachen                              |
| 2013–2021 | 88 Aachen II    | Städteregion Aachen ohne die Stadt Aachen |
| 2025–     | 87 Aachen II    | Städteregion Aachen ohne die Stadt Aachen |

## Wahlkreisabgeordnete
| Wahl | Abgeordneter | Abgeordneter              | Partei | Stimmen in % |
| ---- | ------------ | ------------------------- | ------ | ------------ |
| 1949 |              | Franz Mühlenberg          | CDU    | 50,2         |
| 1953 | 56,1         | Franz Mühlenberg          | CDU    |              |
| 1957 | 61,2         | Franz Mühlenberg          | CDU    |              |
| 1961 |              | Josef Müller              | CDU    | 56,2         |
| 1965 | 53,2         | Josef Müller              | CDU    |              |
| 1969 | 49,8         | Josef Müller              | CDU    |              |
| 1972 |              | Kurt Koblitz              | SPD    | 51,5         |
| 1976 | 48,1         | Kurt Koblitz              | SPD    |              |
| 1980 |              | Erich Berschkeit          | SPD    | 49,3         |
| 1983 |              | Hans Peter Schmitz        | CDU    | 49,6         |
| 1987 |              | Achim Großmann            | SPD    | 46,1         |
| 1990 | 44,7         | Achim Großmann            | SPD    |              |
| 1994 | 46,0         | Achim Großmann            | SPD    |              |
| 1998 | 53,1         | Achim Großmann            | SPD    |              |
| 2002 | 49,2         | Achim Großmann            | SPD    |              |
| 2005 | 46,0         | Achim Großmann            | SPD    |              |
| 2009 |              | Helmut Brandt             | CDU    | 40,2         |
| 2013 | 45,6         | Helmut Brandt             | CDU    |              |
| 2017 |              | Claudia Moll              | SPD    | 36,9         |
| 2021 | 34,5         | Claudia Moll              | SPD    |              |
| 2025 |              | Catarina dos Santos-Wintz | CDU    | 40,1         |

## Wahlergebnisse

### Bundestagswahl 2025
| Kandidaten                                            | Kandidaten                             | Parteien/Listen     | Erststimmen | Erststimmen | Zweitstimmen | Zweitstimmen |
| Kandidaten                                            | Kandidaten                             | Parteien/Listen     | Stimmen     | %           | Stimmen      | %            |
| ----------------------------------------------------- | -------------------------------------- | ------------------- | ----------- | ----------- | ------------ | ------------ |
|                                                       | Claudia Moll                           | SPD                 | 53.747      | 30,5        | 37.900       | 20,9         |
|                                                       | Catarina dos Santos-Wintzgewählt im WK | CDU                 | 70.541      | 40,1        | 57.089       | 31,5         |
|                                                       | Anna Kysil                             | GRÜNE               | 13.269      | 7,5         | 17.002       | 9,4          |
|                                                       | Natalie Maria Pütz                     | FDP                 | 8.191       | 4,7         | 7.599        | 4,2          |
|                                                       | –                                      | AfD                 | –           | –           | 34.595       | 19,1         |
|                                                       | Florian Müller                         | Die Linke           | 13.330      | 7,6         | 12.306       | 6,8          |
|                                                       | –                                      | Tierschutzpartei    | –           | –           | 2.531        | 1,4          |
|                                                       | –                                      | Die PARTEI          | –           | –           | 882          | 0,5          |
|                                                       | –                                      | dieBasis            | –           | –           | 378          | 0,2          |
|                                                       | –                                      | Team Todenhöfer     | –           | –           | 349          | 0,2          |
|                                                       | Andreas Wollermann                     | FREIE WÄHLER        | 12.919      | 7,3         | 1.284        | 0,7          |
|                                                       | Marcel Verkooyen                       | Volt                | 4.001       | 2,3         | 1.026        | 0,6          |
|                                                       | –                                      | MLPD                | –           | –           | 27           | 0,0          |
|                                                       | –                                      | PdF                 | –           | –           | 275          | 0,2          |
|                                                       | –                                      | BÜNDNIS DEUTSCHLAND | –           | –           | 177          | 0,1          |
|                                                       | –                                      | BSW                 | –           | –           | 7.376        | 4,1          |
|                                                       | –                                      | MERA25              | –           | –           | 80           | 0,0          |
|                                                       | –                                      | WerteUnion          | –           | –           | 109          | 0,1          |
| Gesamt                                                | Gesamt                                 | Gesamt              | 175.998     | 100         | 180.985      | 100          |
|                                                       |                                        |                     |             |             |              |              |
| Quellen: Die Bundeswahlleiterin, Kandidaten – Stimmen |                                        |                     |             |             |              |              |

### Bundestagswahl 2021
| Kandidaten                                            | Kandidaten                | Parteien/Listen      | Erststimmen | Erststimmen | Zweitstimmen | Zweitstimmen |
| Kandidaten                                            | Kandidaten                | Parteien/Listen      | Stimmen     | %           | Stimmen      | %            |
| ----------------------------------------------------- | ------------------------- | -------------------- | ----------- | ----------- | ------------ | ------------ |
|                                                       | Catarina dos Santos       | CDU                  | 54.808      | 32,5        | 49.838       | 29,5         |
|                                                       | Claudia Mollgewählt im WK | SPD                  | 58.189      | 34,5        | 53.408       | 31,6         |
|                                                       | Birgit Haveneth           | FDP                  | 12.055      | 7,1         | 17.892       | 10,6         |
|                                                       | Michael Winterich         | AfD                  | 12.632      | 7,5         | 12.409       | 7,3          |
|                                                       | Lukas Benner              | GRÜNE                | 19.976      | 11,8        | 19.918       | 11,8         |
|                                                       | Johannes Koch             | DIE LINKE            | 4.496       | 2,7         | 5.259        | 3,1          |
|                                                       | Eckhard Heck              | Die PARTEI           | 2.893       | 1,7         | 1.584        | 0,9          |
|                                                       | –                         | Tierschutzpartei     | –           | –           | 2.525        | 1,5          |
|                                                       | –                         | PIRATEN              | –           | –           | 613          | 0,4          |
|                                                       | Helmut Keischgens         | FREIE WÄHLER         | 2.034       | 1,2         | 1.131        | 0,7          |
|                                                       | –                         | NPD                  | –           | –           | 189          | 0,1          |
|                                                       | –                         | ÖDP                  | –           | –           | 187          | 0,1          |
|                                                       | –                         | V-Partei³            | –           | –           | 86           | 0,1          |
|                                                       | –                         | Gesundheitsforschung | –           | –           | 188          | 0,1          |
|                                                       | –                         | MLPD                 | –           | –           | 23           | 0,0          |
|                                                       | –                         | Die Humanisten       | –           | –           | 113          | 0,1          |
|                                                       | –                         | DKP                  | –           | –           | 21           | 0,0          |
|                                                       | –                         | SGP                  | –           | –           | 17           | 0,0          |
|                                                       | Axel Susen                | dieBasis             | 1.704       | 1,0         | 1.587        | 0,9          |
|                                                       | –                         | Bündnis C            | –           | –           | 43           | 0,0          |
|                                                       | –                         | du.                  | –           | –           | 75           | 0,0          |
|                                                       | –                         | LIEBE                | –           | –           | 264          | 0,2          |
|                                                       | –                         | LKR                  | –           | –           | 18           | 0,0          |
|                                                       | –                         | PdF                  | –           | –           | 52           | 0,0          |
|                                                       | –                         | LfK                  | –           | –           | 164          | 0,1          |
|                                                       | –                         | Team Todenhöfer      | –           | –           | 1.012        | 0,6          |
|                                                       | –                         | Volt                 | –           | –           | 471          | 0,3          |
| Gesamt                                                | Gesamt                    | Gesamt               | 168.787     | 100         | 169.087      | 100          |
|                                                       |                           |                      |             |             |              |              |
| Ungültige Stimmen                                     | Ungültige Stimmen         | Ungültige Stimmen    | 1.883       | 1,1         | 1.583        | 0,9          |
| Wähler                                                | Wähler                    | Wähler               | 170.670     | 75,4        | 170.670      | 75,4         |
| Wahlberechtigte                                       | Wahlberechtigte           | Wahlberechtigte      | 226.420     |             | 226.420      |              |
|                                                       |                           |                      |             |             |              |              |
| Quellen: Die Bundeswahlleiterin, Kandidaten – Stimmen |                           |                      |             |             |              |              |

### Bundestagswahl 2017
| Kandidaten                                            | Kandidaten                | Parteien/Listen      | Erststimmen | Erststimmen | Zweitstimmen | Zweitstimmen |
| Kandidaten                                            | Kandidaten                | Parteien/Listen      | Stimmen     | %           | Stimmen      | %            |
| ----------------------------------------------------- | ------------------------- | -------------------- | ----------- | ----------- | ------------ | ------------ |
|                                                       | Helmut Brandt             | CDU                  | 62.405      | 36,5        | 52.656       | 30,7         |
|                                                       | Claudia Mollgewählt im WK | SPD                  | 63.135      | 36,9        | 60.539       | 35,3         |
|                                                       | Alexander Tietz-Latza     | GRÜNE                | 7.782       | 4,5         | 8.436        | 4,9          |
|                                                       | Gabriele Halili           | DIE LINKE            | 8.785       | 5,1         | 10.105       | 5,9          |
|                                                       | Frank Schniske            | FDP                  | 11.038      | 6,4         | 19.213       | 11,2         |
|                                                       | Markus Matzerath          | AfD                  | 15.114      | 8,8         | 14.853       | 8,7          |
|                                                       | Maximilian Möhring        | PIRATEN              | 1.912       | 1,1         | 806          | 0,5          |
|                                                       | –                         | NPD                  | –           | –           | 423          | 0,2          |
|                                                       | –                         | Die PARTEI           | –           | –           | 817          | 0,5          |
|                                                       | –                         | FREIE WÄHLER         | –           | –           | 351          | 0,2          |
|                                                       | –                         | Volksabstimmung      | –           | –           | 133          | 0,1          |
|                                                       | Kurt Rieder               | ÖDP                  | 1.005       | 0,6         | 488          | 0,3          |
|                                                       | –                         | MLPD                 | –           | –           | 43           | 0,0          |
|                                                       | –                         | SGP                  | –           | –           | 5            | 0,0          |
|                                                       | –                         | AD-DEMOKRATEN        | –           | –           | 675          | 0,4          |
|                                                       | –                         | BGE                  | –           | –           | 135          | 0,1          |
|                                                       | –                         | DiB                  | –           | –           | 173          | 0,1          |
|                                                       | –                         | DKP                  | –           | –           | 15           | 0,0          |
|                                                       | –                         | DM                   | –           | –           | 145          | 0,1          |
|                                                       | –                         | Die Humanisten       | –           | –           | 78           | 0,0          |
|                                                       | –                         | Gesundheitsforschung | –           | –           | 116          | 0,1          |
|                                                       | –                         | Tierschutzpartei     | –           | –           | 1.275        | 0,7          |
|                                                       | –                         | V-Partei³            | –           | –           | 127          | 0,1          |
| Gesamt                                                | Gesamt                    | Gesamt               | 171.176     | 100         | 171.607      | 100          |
|                                                       |                           |                      |             |             |              |              |
| Ungültige Stimmen                                     | Ungültige Stimmen         | Ungültige Stimmen    | 1.973       | 1,1         | 1.542        | 0,9          |
| Wähler                                                | Wähler                    | Wähler               | 173.149     | 75,9        | 173.149      | 75,9         |
| Wahlberechtigte                                       | Wahlberechtigte           | Wahlberechtigte      | 228.248     |             | 228.248      |              |
|                                                       |                           |                      |             |             |              |              |
| Quellen: Die Bundeswahlleiterin, Kandidaten – Stimmen |                           |                      |             |             |              |              |

### Bundestagswahl 2013
| Gegenstand der Nachweisung | Gegenstand der Nachweisung | Erst- stimmen | Erst- stimmen | Zweit- stimmen | Zweit- stimmen |
| Bewerber                   | Partei                     | Anzahl        | %             | Anzahl         | %              |
| -------------------------- | -------------------------- | ------------- | ------------- | -------------- | -------------- |
| Wahlberechtigte            | Wahlberechtigte            | 228.375       | 100,0         | 228.375        | 100,0          |
| Wähler                     | Wähler                     | 164.576       | 72,1          | 164.576        | 72,1           |
| Ungültige Stimmen          | Ungültige Stimmen          | 3.027         | 1,8           | 2.308          | 1,4            |
| Gültige Stimmen            | Gültige Stimmen            | 161.549       | 100,0         | 162.268        | 100,0          |
| davon                      |                            |               |               |                |                |
| Helmut Brandt              | CDU                        | 73.621        | 45,6          | 66.328         | 40,9           |
| Hans Detlef Loosz          | SPD                        | 57.635        | 35,7          | 52.897         | 32,6           |
| Petra Müller               | FDP                        | 3.827         | 2,4           | 7.948          | 4,9            |
| Bettina Herlitzius         | GRÜNE                      | 9.096         | 5,6           | 10.220         | 6,3            |
| Marika Jungblut            | DIE LINKE                  | 9.418         | 5,8           | 10.538         | 6,5            |
| Kai Baumann                | PIRATEN                    | 4.543         | 2,8           | 3.712          | 2,3            |
| Willibert Kunkel           | NPD                        | 2.153         | 1,3           | 1.697          | 1,0            |
| Mario Mauritz              | REP                        | 1.256         | 0,8           | 792            | 0,5            |
|                            | Bündnis 21/RRP             | –             | –             | 77             | 0,0            |
|                            | Volksabstimmung            | –             | –             | 338            | 0,2            |
|                            | ÖDP                        | –             | –             | 213            | 0,1            |
|                            | MLPD                       | –             | –             | 26             | 0,0            |
|                            | BüSo                       | –             | –             | 30             | 0,0            |
|                            | PSG                        | –             | –             | 30             | 0,0            |
|                            | AfD                        | –             | –             | 5.337          | 3,3            |
|                            | BIG                        | –             | –             | 111            | 0,1            |
|                            | pro Deutschland            | –             | –             | 320            | 0,2            |
|                            | DIE RECHTE                 | –             | –             | 55             | 0,0            |
|                            | FREIE WÄHLER               | –             | –             | 551            | 0,3            |
|                            | Nichtwähler                | –             | –             | 225            | 0,1            |
|                            | PDV                        | –             | –             | 104            | 0,1            |
|                            | Die PARTEI                 | –             | –             | 719            | 0,4            |

### Bundestagswahl 2009
| Gegenstand der Nachweisung | Gegenstand der Nachweisung | Erst- stimmen | Erst- stimmen | Zweit- stimmen | Zweit- stimmen |
| Bewerber                   | Partei                     | Anzahl        | %             | Anzahl         | %              |
| -------------------------- | -------------------------- | ------------- | ------------- | -------------- | -------------- |
| Wahlberechtigte            | Wahlberechtigte            | 228.546       | 100,0         | 228.546        | 100,0          |
| Wähler                     | Wähler                     | 160.816       | 70,4          | 160.816        | 70,4           |
| Ungültige Stimmen          | Ungültige Stimmen          | 2.766         | 1,7           | 2.296          | 1,4            |
| Gültige Stimmen            | Gültige Stimmen            | 158.050       | 100,0         | 158.520        | 100,0          |
| davon                      |                            |               |               |                |                |
| Martin Peters              | SPD                        | 54.205        | 34,3          | 45.981         | 29,0           |
| Helmut Brandt              | CDU                        | 63.511        | 40,2          | 53.062         | 33,5           |
| Stefan Rohmann             | FDP                        | 13.275        | 8,4           | 23.518         | 14,8           |
| Bettina Herlitzius         | GRÜNE                      | 11.056        | 7,0           | 12.491         | 7,9            |
| Andreas Müller             | DIE LINKE                  | 13.502        | 8,5           | 14.926         | 9,4            |
| Willibert Kunkel           | NPD                        | 2.501         | 1,6           | 1.767          | 1,1            |
|                            | Die Tierschutzpartei       | –             | –             | 1.107          | 0,7            |
|                            | FAMILIE                    | –             | –             | 792            | 0,5            |
|                            | REP                        | –             | –             | 820            | 0,5            |
|                            | Volksabstimmung            | –             | –             | 125            | 0,1            |
|                            | MLPD                       | –             | –             | 19             | 0,0            |
|                            | PSG                        | –             | –             | 18             | 0,0            |
|                            | ZENTRUM                    | –             | –             | 70             | 0,0            |
|                            | BüSo                       | –             | –             | 29             | 0,0            |
|                            | DVU                        | –             | –             | 114            | 0,1            |
|                            | ödp                        | –             | –             | 81             | 0,1            |
|                            | PIRATEN                    | –             | –             | 2.764          | 1,7            |
|                            | RRP                        | –             | –             | 239            | 0,2            |
|                            | RENTNER                    | –             | –             | 597            | 0,4            |

Den Wahlkreis gewann somit Helmut Brandt. Bettina Herlitzius zog über die Landesliste ihrer Partei ebenfalls in den Bundestag ein.

### Bundestagswahl 2005
| Gegenstand der Nachweisung | Gegenstand der Nachweisung | Erst- stimmen | Erst- stimmen | Zweit- stimmen | Zweit- stimmen |
| Bewerber                   | Partei                     | Anzahl        | %             | Anzahl         | %              |
| -------------------------- | -------------------------- | ------------- | ------------- | -------------- | -------------- |
| Wahlberechtigte            | Wahlberechtigte            | 227.154       | 100,0         | 227.154        | 100,0          |
| Wähler                     | Wähler                     | 176.643       | 77,8          | 176.643        | 77,8           |
| Ungültige Stimmen          | Ungültige Stimmen          | 3.509         | 2,0           | 2.894          | 1,6            |
| Gültige Stimmen            | Gültige Stimmen            | 173.134       | 100,0         | 173.749        | 100,0          |
| davon                      |                            |               |               |                |                |
| Achim Großmann             | SPD                        | 79.617        | 46,0          | 71.160         | 41,0           |
| Helmut Brandt              | CDU                        | 68.563        | 39,6          | 59.633         | 34,3           |
| Rene Otten                 | FDP                        | 7.308         | 4,2           | 16.243         | 9,3            |
| Werner Krickel             | GRÜNE                      | 6.205         | 3,6           | 10.309         | 5,9            |
| Jürgen Müller              | Die Linke.                 | 9.139         | 5,3           | 11.003         | 6,3            |
|                            | REP                        | –             | –             | 926            | 0,5            |
|                            | Die Tierschutzpartei       | –             | –             | 941            | 0,5            |
| Willibert Kunkel           | NPD                        | 2.302         | 1,3           | 1.676          | 1,0            |
|                            | FAMILIE                    | –             | –             | 818            | 0,5            |
|                            | GRAUE                      | –             | –             | 584            | 0,3            |
|                            | PBC                        | –             | –             | 90             | 0,1            |
|                            | ZENTRUM                    | –             | –             | 42             | 0,0            |
|                            | BüSo                       | –             | –             | 38             | 0,0            |
|                            | Deutschland                | –             | –             | 173            | 0,1            |
|                            | MLPD                       | –             | –             | 37             | 0,0            |
|                            | PSG                        | –             | –             | 76             | 0,0            |

### Bundestagswahl 2002
| Gegenstand der Nachweisung | Gegenstand der Nachweisung | Erst- stimmen | Erst- stimmen | Zweit- stimmen | Zweit- stimmen |
| Bewerber                   | Partei                     | Anzahl        | %             | Anzahl         | %              |
| -------------------------- | -------------------------- | ------------- | ------------- | -------------- | -------------- |
| Wahlberechtigte            | Wahlberechtigte            | 225.120       | 100,0         | 225.120        | 100,0          |
| Wähler                     | Wähler                     | 181.166       | 80,5          | 181.166        | 80,5           |
| Ungültige Stimmen          | Ungültige Stimmen          | 2.500         | 1,4           | 2.151          | 1,2            |
| Gültige Stimmen            | Gültige Stimmen            | 178.666       | 100,0         | 179.015        | 100,0          |
| davon                      |                            |               |               |                |                |
| Achim Großmann             | SPD                        | 87.913        | 49,2          | 80.222         | 44,8           |
| Helmut Brandt              | CDU                        | 67.640        | 37,9          | 63.027         | 35,2           |
| Bernhard Engelhardt        | FDP                        | 11.040        | 6,2           | 16.863         | 9,4            |
| Bettina Herlitzius         | GRÜNE                      | 7.009         | 3,9           | 12.393         | 6,9            |
| H.-Olaf Seiler             | PDS                        | 1.430         | 0,8           | 1.621          | 0,9            |
| Hans Kemper                | REP                        | 1.592         | 0,9           | 1.166          | 0,7            |
|                            | GRAUE                      | –             | –             | 264            | 0,1            |
|                            | Die Tierschutzpartei       | –             | –             | 666            | 0,4            |
|                            | FAMILIE                    | –             | –             | 405            | 0,2            |
| Willibert Kunkel           | NPD                        | 616           | 0,3           | 563            | 0,3            |
|                            | PBC                        | –             | –             | 73             | 0,0            |
|                            | ödp                        | –             | –             | 40             | 0,0            |
|                            | CM                         | –             | –             | 55             | 0,0            |
|                            | DIE FRAUEN                 | –             | –             | 152            | 0,1            |
|                            | BüSo                       | –             | –             | 13             | 0,0            |
|                            | Die Violetten              | –             | –             | 28             | 0,0            |
|                            | ZENTRUM                    | –             | –             | 36             | 0,0            |
|                            | HP                         | –             | –             | 28             | 0,0            |
| Heinrich Josef Jordans     | Schill                     | 1.426         | 0,8           | 1.400          | 0,8            |

### Bundestagswahl 1998
| Gegenstand der Nachweisung | Gegenstand der Nachweisung | Erst- stimmen | Erst- stimmen | Zweit- stimmen | Zweit- stimmen |
| Bewerber                   | Partei                     | Anzahl        | %             | Anzahl         | %              |
| -------------------------- | -------------------------- | ------------- | ------------- | -------------- | -------------- |
| Wahlberechtigte            | Wahlberechtigte            | 222.563       | 100,0         | 222.563        | 100,0          |
| Wähler                     | Wähler                     | 189.139       | 85,0          | 189.139        | 85,0           |
| Ungültige Stimmen          | Ungültige Stimmen          | 2.917         | 1,5           | 2.360          | 1,2            |
| Gültige Stimmen            | Gültige Stimmen            | 186.222       | 100,0         | 186.779        | 100,0          |
| davon                      |                            |               |               |                |                |
| Achim Großmann             | SPD                        | 98.913        | 53,1          | 92.969         | 49,8           |
| Hans Peter Schmitz         | CDU                        | 71.449        | 38,4          | 63.897         | 34,2           |
| Fritz Hentschel            | F.D.P.                     | 3.913         | 2,1           | 11.167         | 6,0            |
| Lars Döring                | GRÜNE                      | 6.424         | 3,4           | 9.677          | 5,2            |
| Bernhard Lüers             | PDS                        | 1.943         | 1,0           | 2.089          | 1,1            |
|                            | Deutschland                | –             | –             | 130            | 0,1            |
|                            | APPD                       | –             | –             | 140            | 0,1            |
|                            | BüSo                       | –             | –             | 33             | 0,0            |
|                            | BFB – Die Offensive        | –             | –             | 72             | 0,0            |
|                            | Chance 2000                | –             | –             | 104            | 0,1            |
|                            | CM                         | –             | –             | 61             | 0,0            |
|                            | DVU                        | –             | –             | 1.726          | 0,9            |
| Peter Bartz                | GRAUE                      | 1.351         | 0,7           | 797            | 0,4            |
| Andreas Hartnack           | REP                        | 2.229         | 1,2           | 1.633          | 0,9            |
|                            | FAMILIE                    | –             | –             | 353            | 0,2            |
|                            | DIE FRAUEN                 | –             | –             | 141            | 0,1            |
|                            | Pro DM                     | –             | –             | 688            | 0,4            |
|                            | MLPD                       | –             | –             | 8              | 0,0            |
|                            | Tierschutz                 | –             | –             | 574            | 0,3            |
|                            | NPD                        | –             | –             | 180            | 0,1            |
|                            | NATURGESETZ                | –             | –             | 79             | 0,0            |
|                            | ödp                        | –             | –             | 48             | 0,0            |
|                            | PBC                        | –             | –             | 37             | 0,0            |
|                            | Nichtwähler                | –             | –             | 161            | 0,1            |
|                            | PSG                        | –             | –             | 15             | 0,0            |

### Bundestagswahl 1994
| Gegenstand der Nachweisung | Gegenstand der Nachweisung | Erst- stimmen | Erst- stimmen | Zweit- stimmen | Zweit- stimmen |
| Bewerber                   | Partei                     | Anzahl        | %             | Anzahl         | %              |
| -------------------------- | -------------------------- | ------------- | ------------- | -------------- | -------------- |
| Wahlberechtigte            | Wahlberechtigte            | 221.483       | 100,0         | 221.483        | 100,0          |
| Wähler                     | Wähler                     | 186.270       | 84,1          | 186.270        | 84,1           |
| Ungültige Stimmen          | Ungültige Stimmen          | 4.743         | 2,5           | 4.680          | 2,5            |
| Gültige Stimmen            | Gültige Stimmen            | 181.527       | 100,0         | 181.590        | 100,0          |
| davon                      |                            |               |               |                |                |
| Achim Großmann             | SPD                        | 83.437        | 46,0          | 79.719         | 43,9           |
| Hans Peter Schmitz         | CDU                        | 80.931        | 44,6          | 74.442         | 41,0           |
| Bernhard Engelhardt        | F.D.P.                     | 4.172         | 2,3           | 10.416         | 5,7            |
| Klaus Müller               | GRÜNE                      | 9.738         | 5,4           | 10.698         | 5,9            |
| Hans Kemper                | REP                        | 2.739         | 1,5           | 2.475          | 1,4            |
|                            | PDS                        | –             | –             | 1.218          | 0,7            |
|                            | Solidarität                | –             | –             | 52             | 0,0            |
|                            | BSA                        | –             | –             | 22             | 0,0            |
|                            | CM                         | –             | –             | 57             | 0,0            |
|                            | ZENTRUM                    | –             | –             | 42             | 0,0            |
|                            | DIE GRAUEN                 | –             | –             | 684            | 0,4            |
| Agnes Maria von Agris      | NATURGESETZ                | 510           | 0,3           | 236            | 0,1            |
|                            | MLPD                       | –             | –             | 15             | 0,0            |
|                            | Die Tierschutzpartei       | –             | –             | 714            | 0,4            |
|                            | ÖDP                        | –             | –             | 136            | 0,1            |
|                            | PBC                        | –             | –             | 69             | 0,0            |
|                            | STATT Partei               | –             | –             | 595            | 0,3            |

### Bundestagswahl 1990
| Gegenstand der Nachweisung | Gegenstand der Nachweisung | Erst- stimmen | Erst- stimmen | Zweit- stimmen | Zweit- stimmen |
| Bewerber                   | Partei                     | Anzahl        | %             | Anzahl         | %              |
| -------------------------- | -------------------------- | ------------- | ------------- | -------------- | -------------- |
| Wahlberechtigte            | Wahlberechtigte            | 222.475       | 100,0         | 222.475        | 100,0          |
| Wähler                     | Wähler                     | 180.848       | 81,3          | 180.848        | 81,3           |
| Ungültige Stimmen          | Ungültige Stimmen          | 2.469         | 1,4           | 2.297          | 1,3            |
| Gültige Stimmen            | Gültige Stimmen            | 178.379       | 100,0         | 178.551        | 100,0          |
| davon                      |                            |               |               |                |                |
| Achim Großmann             | SPD                        | 79.711        | 44,7          | 75.839         | 42,5           |
| Hans Peter Schmitz         | CDU                        | 79.192        | 44,4          | 77.420         | 43,4           |
| Axel Conrads               | F.D.P.                     | 8.138         | 4,6           | 13.721         | 7,7            |
| Ansgar Klein               | GRÜNE                      | 7.746         | 4,3           | 6.502          | 3,6            |
|                            | CM                         | –             | –             | 107            | 0,1            |
|                            | DIE GRAUEN                 | –             | –             | 1.041          | 0,6            |
| Siegfried Vandenhoven      | REP                        | 2.813         | 1,6           | 2.678          | 1,5            |
|                            | FRAUEN                     | –             | –             | 246            | 0,1            |
| Bruno Schmitz              | NPD                        | 533           | 0,3           | 459            | 0,3            |
|                            | ÖDP                        | –             | –             | 197            | 0,1            |
|                            | PDS                        | –             | –             | 276            | 0,2            |
|                            | Patrioten                  | –             | –             | 20             | 0,0            |
|                            | VAA                        | –             | –             | 45             | 0,0            |
| Jens Schumacher            | Einzelbewerber             | 246           | 0,1           | –              | –              |